# Callopistes palluma
Callopistes palluma és una espècie de sauròpsid (rèptil) escatós de la família Teiidae endèmica de Xile que habita des de la regió d'Antofagasta fins a la regió del Biobío, en caus i matolls.
Un exemplar adult pot arribar a mesurar uns 45 cm de llarg. Té l'esquena marró amb quatre fileres de punts negres; els mascles posseeixen un ventre vermellós i les femelles un de groguenc. Les iguanes xilenes femella posen les seves niuades en galeries subterrànies. S'alimenta d'insectes, aus i mamífers petits.